# Catharine Macaulay
Pour les articles homonymes, voir Macaulay.
Catharine Macaulay (née Catharine Sawbridge et, au moment de sa mort, Catharine Graham) (1731‑1791), est une historienne anglaise.

## Biographie
Fille de  John Sawbridge de Olantigh, un propriétaire terrien du Kent, elle est favorable au républicanisme, et sympathise avec la Révolution française. Elle écrit une Histoire de l'Angleterre depuis l'accession de Jacques Ier jusqu'à l'accession de la maison de Hanovre (8 volumes, 1763‑83), qui connaît un grand succès.
Catharine Macaulay compte parmi les activistes politiques principaux de son époque et est impliquée dans de nombreux groupes réformateurs. Tout comme son frère le député John Sawbridge, elle soutient activement John Wilkes pendant la controverse wilkesienne des années 1760, et est étroitement associée avec la radicale Society for the Supporters of the Bill of Rights. Ses ouvrages reçoivent une critique favorable, se vendent bien et exercent sur son époque une influence politique.
Elle écrit en 1790 dans ses Lettres sur l'éducation, tout comme le fait Mary Wollstonecraft en 1792, que l'apparente faiblesse des femmes n'est due qu'à leur éducation insuffisante.
Le radicalisme croissant de son œuvre et son mariage scandaleux avec William Graham en 1778 nuisent à sa réputation en Grande-Bretagne, où elle demeure à Bath, dans le Leicestershire, puis à Binfield, dans le Berkshire. Ses ouvrages historiques continuent d'être populaires en Amérique. Ils y fournissent une interprétation de l'histoire de la Grande-Bretagne en lutte constante pour une vertu et une liberté encore à atteindre, et jouent un rôle significatif dans la formation de l'idéologie révolutionnaire.
Elle est d'ailleurs personnellement en relation avec de nombreuses figures majeures de la Révolution américaine. Elle réside à Mount Vernon avec George Washington et sa famille en 1785 ; tous deux continuent à correspondre sur l'organisation d'un gouvernement idéal pendant tout le reste de sa vie.
Elle meurt  le 22 juin 1791 à Binfield, où elle est enterrée dans l'église paroissiale de All Saints.